# LVDT

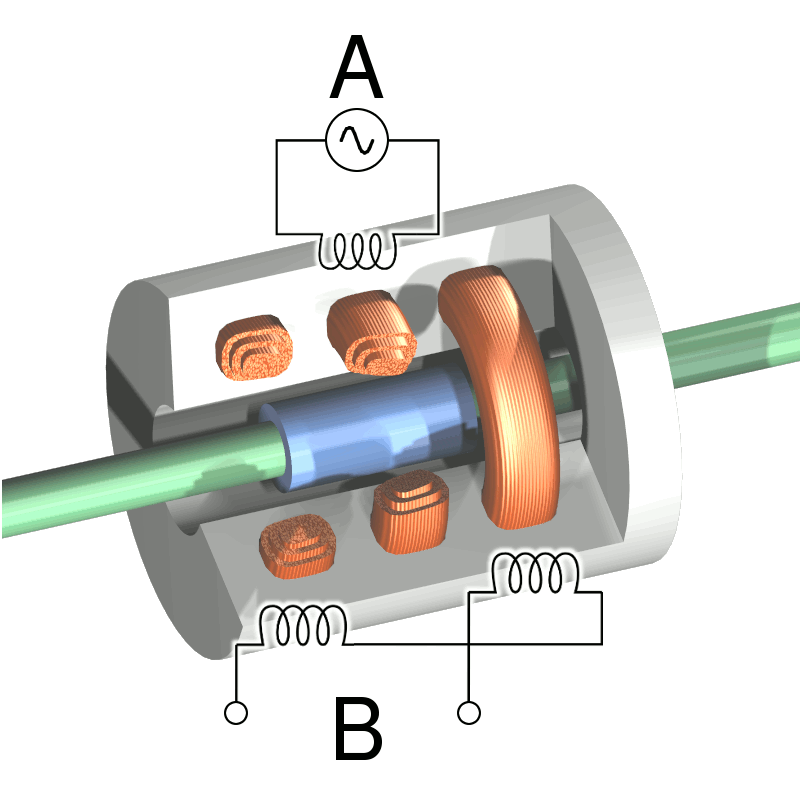
A – uzwojenie pierwotne, B – uzwojenia wtórne

LVDT (ang. Linear Variable Differential Transformer) – transformatorowy czujnik przemieszczeń liniowych o układzie różnicowym, z przesuwanym rdzeniem ferromagnetycznym wykorzystującym dwie cewki jako uzwojenia wtórne, połączone przeciwsobnie. Jest on najpopularniejszą odmianą indukcyjnościowego przetwornika solenoidalnego, ponieważ eliminuje błąd związany z siłą działającą na rdzeń oraz znacząco poprawia liniowość charakterystyki przetwarzania. Czujniki tego typu mogą mierzyć przemieszczenia w granicach od kilku μm do nawet kilku metrów. Parametry tych czujników są silnie uzależnione od ich konstrukcji.

## Budowa
Najprostszy przetwornik LVDT jest zbudowany na zasadzie budowy transformatora różnicowego. Na cylindrycznym karkasie znajdują się trzy uzwojenia: jedno pierwotne oraz dwa wtórne, które muszą być nawinięte w sposób symetryczny względem pierwotnego. Dodatkowo, uzwojenia wtórne muszą być takie same pod względem budowy i parametrów (ich indukcyjność koniecznie musi być taka sama) oraz połączone ze sobą przeciwsobnie. Wewnątrz obudowy znajduje się rdzeń wykonany z materiału ferromagnetycznego, który może być swobodnie poruszany w danym kierunku. Poprzez rurę wykonaną z tworzywa sztucznego łączy się badany obiekt razem z rdzeniem.

## Zasada działania

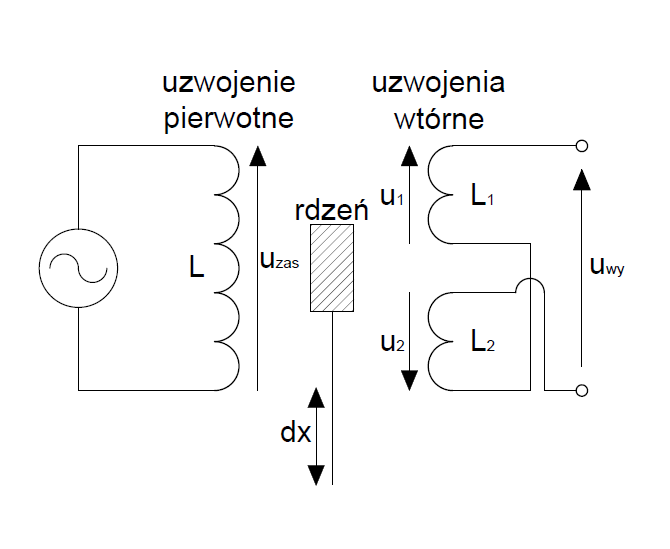
Schemat układu przetwornika LVDT

Uzwojenie pierwotne jest zasilane napięciem przemiennym {\displaystyle (u_{zas})} o częstotliwości ok. od 100 Hz do 10 kHz. W uzwojeniach wtórnych ({\displaystyle L_{1}} i {\displaystyle L_{2}}) indukują się napięcia ({\displaystyle u_{1}} i {\displaystyle u_{2}}), o wartościach zależnych od położenia rdzenia magnetycznego. W stanie zrównoważonym (rdzeń znajduje się w takiej samej odległości od obu cewek wtórnych) napięcia te są sobie równe. W pozostałych przypadkach, przesunięcie powoduje w jednym uzwojeniu przyrost, a w drugim spadek napięcia o {\displaystyle \Delta U.} Przyrost występuje w cewce, do której rdzeń się zbliża, a spadek w tej, od której się oddala. Dzięki połączeniu przeciwsobnemu na wyjściu przetwornika znajduje się sygnał napięciowy (uwy) będący różnicą napięć na obu uzwojeniach wtórnych:
{\displaystyle u_{wy}=u_{1}-u_{2}=U_{1}\sin(\omega t+\varphi _{1})-U_{2}\sin(\omega t+\varphi _{2}).}
W zależności od kierunku przesuwania rdzenia, napięcie wyjściowe będzie w fazie lub przeciwfazie w stosunku do napięcia zasilającego układ.

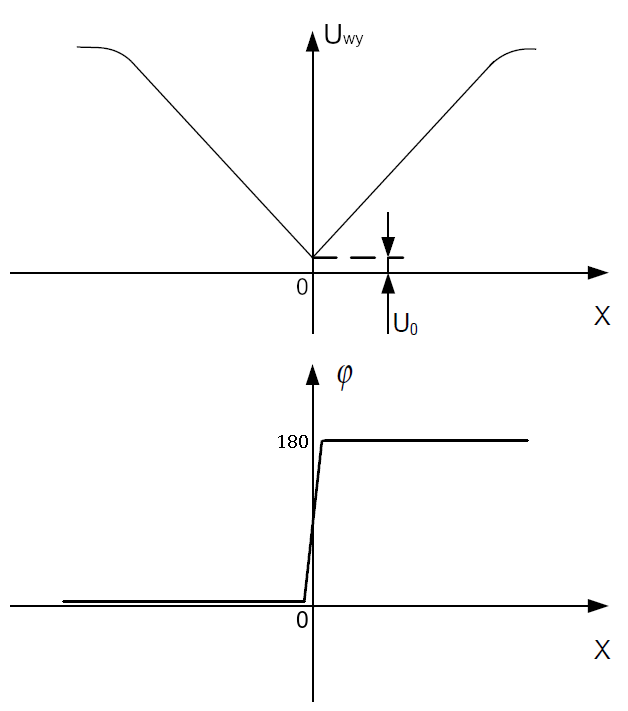
Charakterystyki przetwarzania i fazowa w zależności od przesunięcia

Charakterystykę przetwarzania czujnika LVDT (czyli zależność napięcia wyjściowego (RMS) od przesunięcia rdzenia) opisuje wzór:
{\displaystyle U_{wy}(x)=f\cdot I_{p}\cdot \left[4\cdot \pi \cdot N_{p}\cdot N_{w}\cdot \mu _{0}\cdot l_{p}\cdot {\frac {x}{3\cdot l_{w}}}\cdot \log \left({\frac {r_{o}}{r_{i}}}\right)\right]\cdot \left[1-{\frac {x^{2}}{2\cdot l_{p}^{2}}}\right],}
gdzie:
{\displaystyle f} – częstotliwość zasilania,
{\displaystyle I_{p}} – prąd w uzwojeniu pierwotnym,
{\displaystyle N_{p}} – liczba zwojów w uzwojeniu pierwotnym,
{\displaystyle N_{w}} – liczba zwojów w uzwojeniu wtórnym,
{\displaystyle l_{p}} – długość uzwojenia pierwotnego,
{\displaystyle l_{w}} – długość uzwojenia wtórnego,
{\displaystyle x} – przesunięcie,
{\displaystyle {\frac {r_{o}}{r_{i}}}} – stosunek promieni zewnętrznych i wewnętrznych układu cewki.
Charakterystyka przetwarzania {\displaystyle U_{wy}=f(x)} ma kształt litery V: lewa i prawa część charakterystyki są symetryczne względem punktu zerowego (stanu zrównoważenia), co uniemożliwia wykorzystanie pełnego zakresu przetwornika. Dodatkowo, napięcie wyjściowe w rzeczywistości nie jest zerowe w stanie równowagi. Wynika to niewielkich różnic pomiędzy dwoma uzwojeniami wtórnymi oraz z występowania indukcyjności rozproszonej. Oba te problemy można jednak ominąć poprzez zastosowanie dodatkowych układów na wyjściu przetwornika.

## Parametry
- zakres pomiarowy: od ±5 mm do ±250 mm (możliwy jest nawet zakres do 3 metrów, przy czym wtedy sam przetwornik musi mieć wtedy bardzo duży rozmiar),
- rozdzielczość: nm,
- błąd liniowości: ok. 0,01%,
- pobierana moc: poniżej 1 W,
- dynamika: do kilku kHz (w zależności od wymiarów).

## Zalety i wady
Przetwornik LVDT zyskał dużą popularność dzięki swoim parametrom. Dodatkowo cechuje się kilkoma bardzo istotnymi zaletami, tj.:
- wysoka odporność mechaniczna – temperatura oraz wibracje nie wpływają na sygnał pomiarowy,
- powtarzalność punktu zerowego na charakterystyce – można raz zmierzyć stan zrównoważony i pozostanie on niezmienny,
- czułość tylko w jednym kierunku – jeżeli rdzeń jest dobrze dopasowany do obudowy, to przetwornik będzie mierzył przemieszczenie tylko w jednej osi. Drgania (lekkie przesunięcia w innym kierunku niż pożądany) nie wpływają na sygnał pomiarowy,
- bardzo długa żywotność – pomiędzy rdzeniem, a uzwojeniami nie ma kontaktu mechanicznego, przez co elementy się nie zużywają,
- teoretycznie nieskończona rozdzielczość – ograniczenie jest związane jedynie z dokładnością przyrządu mierzącego sygnał wyjściowy z przetwornika,
- czujnik nie zmienia swojego stanu po wyłączeniu – po wyłączeniu i ponownym włączeniu, wartość sygnału na wyjściu czujnika jest taka sama jak przed wyłączeniem (o ile rdzeń nie został w tym czasie przesunięty).

Jednak mimo takie wielu zalet, przetwornik LVDT posiada też kilka wad, które należy wziąć pod uwagę:
- duże wymagania związane z zasilaniem – do przetwornika należy doprowadzić napięcie przemienne o stałej, niezakłóconej amplitudzie i wysokiej częstotliwości,
- wrażliwość na zewnętrzne pole magnetyczne – z powodu swojej zasady działania, przetwornik LVDT nie nadaje się do użytkowania w otoczeniu urządzeń generujących silne pole magnetyczne,
- charakterystyka przetwarzania zwykłego czujnika LVDT jest użyteczna tylko w połowie zakresu – aby wykorzystać pełny zakres przetwarzania należy dołączyć na wyjściu detektor fazoczuły, który pozwoli na określenie, po której stronie względem środka, znajduje się rdzeń.

## Kondycjonowanie sygnału wyjściowego

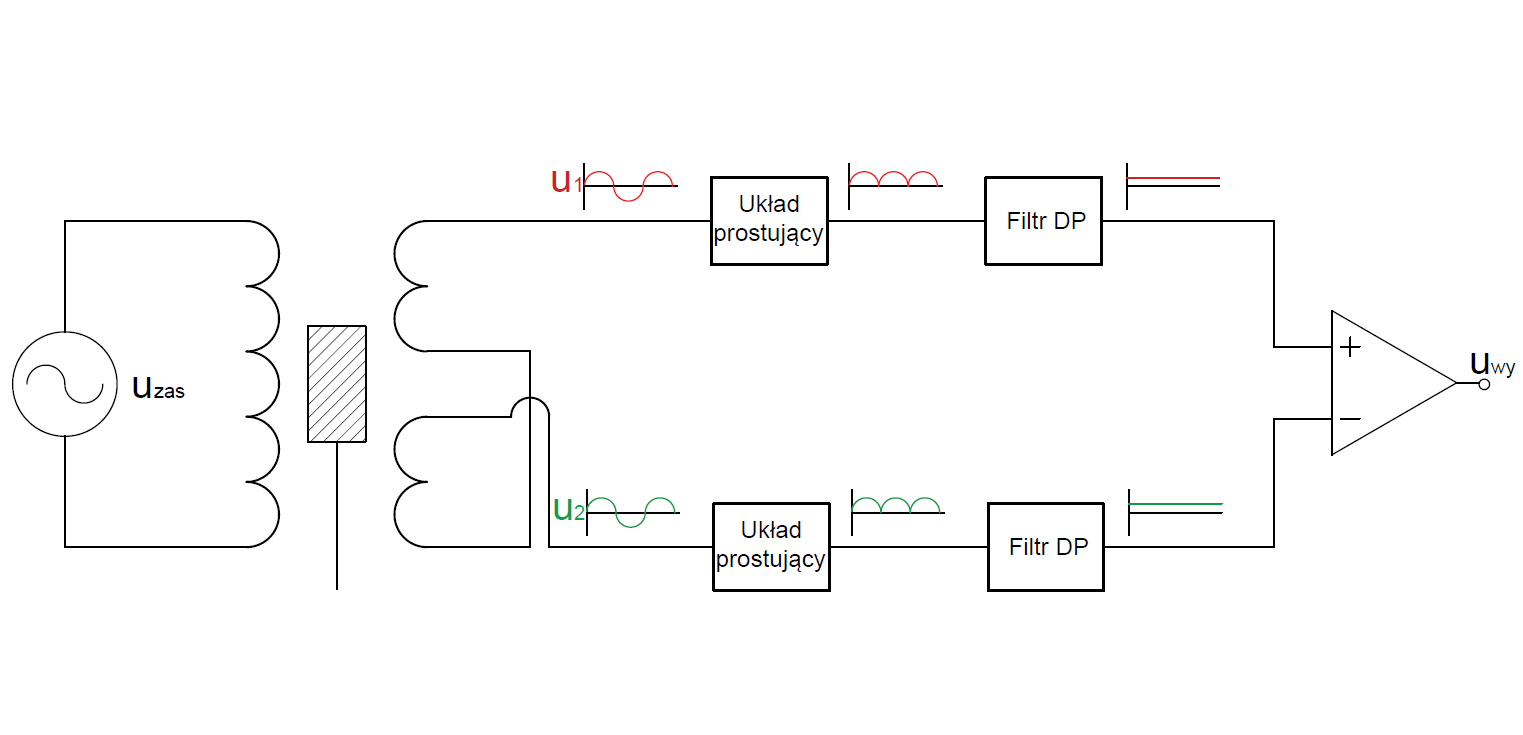
Układ kondycjonujący sygnał wyjściowy przetwornika LVDT

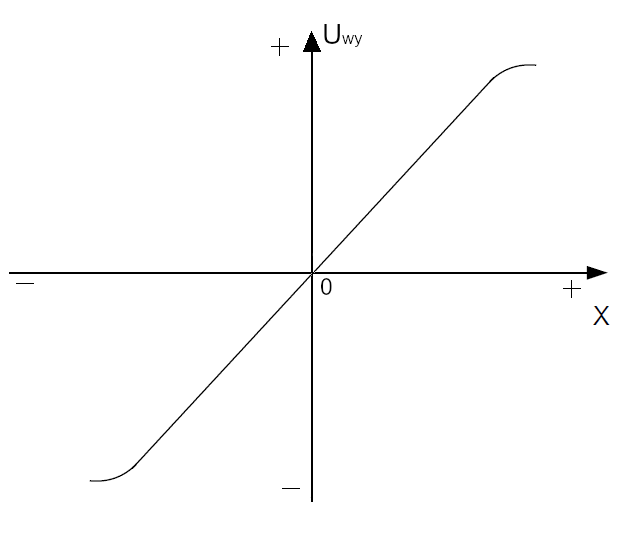
Charakterystyka przetwarzania przetwornika LVDT po zastosowaniu układu kondycjonującego sygnał.

Stosowanie samego przetwornika LVDT, uniemożliwia wykorzystanie jego pełnego zakresu. Żeby to osiągnąć należy dokonać odpowiedniego kondycjonowania sygnału, przy pomocy dodatkowych układów na wyjściu czujnika.
Jedną z metod jest zastosowanie kolejno układów prostujących, np. prostowników diodowych, a za nim filtrów dolnoprzepustowych, które odfiltrują składowe zmienne, pozostawiając na wyjściu jedynie składową stałą. Sygnały na końcu układu są od siebie odejmowane. Wskutek zastosowania takiego układu, na wyjściu znajduje się sygnał napięciowy stały ze zmiennym znakiem (np. „–” oznacza, że rdzeń znajduje się po lewej stronie, a „+”, że rdzeń znajduje się po prawej stronie od punktu zrównoważenia). Należy również dodać, że w układzie powinien znaleźć się także wzmacniacz, który wzmocni sygnał na wyjściu układu.
Drugą metodą jest zastosowanie układu elektronicznego, który dokonuje demodulacji sygnału. Częstotliwość nośna jest usuwana z sygnału, poprzez porównanie go z napięciem referencyjnym (np. napięciem zasilającym) odpowiednio przesuniętym w fazie i z dopasowaną amplitudą. Sygnał wynikowy jest następnie, tak jak w poprzedniej metodzie, filtrowany oraz wzmacniany i na wyjściu pojawia się sygnał napięciowy stały ze zmiennym znakiem. Napięcie wyjściowe można określić wtedy następującym wzorem:
{\displaystyle U_{wy}=k\cdot U_{ref}\cdot \cos(\varphi ),}
gdzie:
{\displaystyle k} – współczynnik proporcjonalności,
{\displaystyle U_{ref}} – napięcie referencyjne,
{\displaystyle \varphi } – przesunięcie fazowe (równe 0° lub 180°, czyli kosinus jest równy 1 lub −1. W ten sposób jest ustalana strona, po której znajduje się rdzeń).
Obecnie do kondycjonowania sygnału wyjściowego przetwornika LVDT wykorzystuje się specjalnie dedykowane układy scalone. Przykłady:
- AD598 – Układ scalony przy pomocy oscylatora i wzmacniacza zasila przetwornik. Z LVDT wychodzą trzy sygnały napięciowe: {\displaystyle u_{1},} {\displaystyle u_{2}} i {\displaystyle u_{1}+u_{2},} które wchodzą z powrotem do układu scalonego. Pierwsze dwa przechodzą przez prostowniki i filtry (tak jak w pierwszej opisanej metodzie). Następnie, tak spreparowane sygnały zostają podane na element elektroniczny, który realizuję funkcję {\displaystyle (u_{1}-u_{2})/(u_{1}+u_{2}).} Ostatnim krokiem jest ponowne przefiltrowanie uzyskanego sygnału i jego wzmocnienie. Warto zwrócić uwagę, że dzięki tym operacjom, napięcie wyjściowe nie jest zależne od napięcia zasilającego przetwornik (zakładając, że suma amplitud napięć z poszczególnych uzwojeń wtórnych jest stała w całym zakresie przetwarzania). Należy również zwrócić uwagę, że do takiego układu scalonego jest potrzebny przetwornik LVDT z trzema wyprowadzeniami na wyjściu.
- AD698 – Zasilanie LVDT zostało zrealizowane tak jak w AD598. Ten układ scalony dokonuje kondycjonowania sygnału przy użyciu demodulacji synchronicznej. W tym przypadku, należy użyć przetwornika LVDT z jednym uzwojeniem wtórnym. Wtedy napięcie zasilania i napięcie wyjściowe z LVDT trafiają do procesorów sygnałowych, które zawierają układy prostujące i filtry. Tak spreparowane sygnały wchodzą do elementu realizującego funkcję dzielenia sygnału z LVDT przez napięcie zasilania. Sygnał wynikowy jest na końcu dodatkowo filtrowany i wzmacniany.